# Чалиха, Куладхор
Куладхор Чалиха (англ. Kuladhor Chaliha; 20 сентября  1886, Сибсагар, Британская Индия — 19 января 1963, Джорхат, Индия) — индийский политик, борец за свободу Индии от британского владычества, лидер Индийского национального конгресса в Ассаме, юрист, адвокати депутат.

## Биография
Образование получил в Cotton College (ныне государственный университет), затем в Presidency University в Калькутте. После изучения права поступил на государственную службу Ассама, работал помощником комиссара с 1913 года, но ушёл в отставку из-за несогласия с политикой британского правительства.
После Амритсарской бойни в марте 1919 года присоединился к Индийскому национальному конгрессу под руководством Махатмы Ганди. В 1921 году схвачен британскими властями, осуждён и заключен в тюрьму на один год. В 1920 году избран первым президентом комитета Конгресса штата Ассам-Прадеш.
Когда в 1927 году был сформирован Законодательный совет Ассама, К. Чалиха был избран одним из его членов. 
Активно боролся за запрет опиума в Ассаме в 1928 году, был последователем идей Махатмы Ганди. Принят к коллегию адвокатов в Джорхате и вскоре стал известен как многообещающий адвокат.
На парламентских выборах в Индии (1934) К. Чалиха был избран членом Центрального Законодательного собрания от Ассама. Член Учредительного собрания Индии, действовавшего в 1946—1950 годах. Избран президентом первого комитета Конгресса штата Ассам-Прадеш после его формирования. Был первым спикером Законодательного собрания Ассама с марта 1952 года по июнь 1957 года.
К. Чалиха считается одним из наиболее выдающихся борцов за свободу Индии во время британской оккупации.